# ヨハネス15世 (ローマ教皇)
ヨハネス15世（Ioannes XV、? - 996年4月1日）は、ローマ教皇（在位：985年 - 996年）。ローマ生まれ。レオ司祭という人物の子。クリュニー修道院による教会改革運動の保護者でもあった。

## 概説
ヨハネス15世が教皇に就任した頃のローマは、ローマ貴族クレッシェンティウス2世の勢力下にあった。しかし989年に神聖ローマ皇帝オットー3世の母にして摂政のテオファヌがローマに入城すると、クレッシェンティウス2世らローマ貴族勢力は抑えられ、その状況は991年まで続いた。
993年1月31日にラテラノで開催した教会会議にて、ヨハネス15世はアウクスブルクのウルリヒ司教の列聖式を執り行った。この列聖式は2月3日付けの教皇公文書にて仏独の司教たちに広報したものであった。これが史上初の教皇による列聖となる。

### 対フランス王
ヨハネス15世の在任中にはまた、フランス王によるランス大司教叙解任に端を発する論争が巻き起こっていた。この混乱は叙任権闘争の初期段階と位置づけられる。
フランス王ユーグ・カペーはカロリング家出身のアルヌルフ（ロテールの庶子）を989年3月にランス大司教に任命した。しかしアルヌルフはユーグ・カペーを裏切り、叔父のロレーヌ公シャルルとともに同年9月にランスとランを占領した。ユーグ・カペーは反撃して2人を捕らえ、オルレアンに幽閉した。991年6月にランス近郊サン・バールでの教会会議で、アルヌルフは叛逆罪により降位させられ、後任にジェルベール（後のシルウェステル2世）が選出された。
サン・バール教会会議は教皇使節不在で行われたため、ヨハネス15世はローマから特使を派遣してアーヘンで教会会議を開催し、サン・バール会議の反対決議を採択させようとしたが、アーヘン会議にフランス司教たちは参加せず、集まったドイツやロレーヌ地方の司教たちのみにより採択され、ジェルベールを破門とした。インゲルハイムでの会議にもフランス司教たちは参加しなかった。しかもフランス司教たちは994年にシェル教会会議を開いてアーヘンとインゲルハイムでの決議を無効とした。

### 追放と死没
ヨハネス15世はシェル教会会議に抗するため、ローマでの教会会議開催を求めたが、ローマは遠くその道程は厳しいとして、フランス司教たちは参加を拒否した。それならばとヨハネス15世は再び特使を遣わして、ムーゾンでの教会会議開催を通達した。995年5月2日にムーゾン教会会議は開催された。だがフランス側司教はフランス王によって参加が禁止されており、弁明を求めるジェルベール1人のみの参加であった。ムーゾン教会会議ではアルヌルフ罷免の無効が再び宣言された。
しかし皇太后テオファヌが離れたローマでは、金銭欲が強く血縁者を優遇していたヨハネス15世に対するローマ市民の不満が募っており、995年から996年の間にヨハネス15世はローマから追放される。皇帝オットー3世はローマを回復しようと進軍し、ジェルベールは皇帝に随行した。だがヨハネス15世は皇帝がローマに到着するよりも前の996年4月初旬に熱病で死亡した。ランス大司教座の問題を解決する前に没することとなった。
ヨハネス15世の後任には、オットー3世によりオットー1世の曾孫ブルーノがグレゴリウス5世として選出された。

### ヨハネス「15世」という名前
ヨハネス15世は自らのことを「教皇ヨハネス」の15代目だと自覚し、公文書にも記している。しかし、14世と15世の間にもう一人「教皇ヨハネス」が存在したという伝説があり、一部の歴史家はヨハネス15世のことを「16世」ないし「15世（16世）」としていた（対立教皇ボニファティウス7世がこの時期に教皇として君臨していた）。現在この伝説は否定されているが、混乱に起因する21世以降の世数は修正されないままである。